# Габейоль (притока Великої Ляги)
Габейо́ль (рос. Габеёль) — річка в Республіці Комі, Росія, права притока річки Велика Ляга, правої притоки річки Печора. Протікає територією Троїцько-Печорського району.
Річка бере початок із болота Габенюр, протікає на південь, захід та південний захід.